# مانويل ألبرتو فييرا
مانويل ألبرتو فييرا (1 أكتوبر 1924 في البرتغال - 13 فبراير 2015 في البرتغال) هو مدرب كرة قدم ولاعب كرة قدم برتغالي في مركز الوسط. لعب مع نادي بنفيكا.

## وصلات خارجية
- مانويل ألبرتو فييرا على موقع قاعدة بيانات كرة القدم.إي يو (الإنجليزية)